# Valgus okajimai
Valgus okajimai är en skalbaggsart som beskrevs av Kobayashi 1994. Valgus okajimai ingår i släktet Valgus och familjen Cetoniidae. Inga underarter finns listade i Catalogue of Life.